# Klokočevci
Klokočevci su mjesto u Osječko-baranjskoj županiji. 

## Upravna organizacija
Upravnom su organizacijom u sastavu općine Đurđenovca.

## Gospodarstvo
Sjeverno od sela nalaze se naftno- plinska polja.

## Promet
Nalaze se uz državnu cestu D53 Našice - Donji Miholjac.

## Crkva
U selu se nalazi crkva Sv. Ilije koja pripada Rimokatoličkoj župi Gospe Fatimske (Našice 3.) sa sjedištem u Velimirovcu, te našičkom dekanatu Požeške Biskupije. Crkveni god ili kirvaj slavi se 20. srpnja.

## Stanovništvo
| broj stanovnika | 539   | 567   | 580   | 637   | 767   | 691   | 801   | 926   | 925   | 968   | 893   | 761   | 592   | 527   | 469   | 428   | 344   |
|                 | 1857. | 1869. | 1880. | 1890. | 1900. | 1910. | 1921. | 1931. | 1948. | 1953. | 1961. | 1971. | 1981. | 1991. | 2001. | 2011. | 2021. |

Do 1890. iskazivano pod imenom Klokočevac. U 1991. pripojen nenaseljeni dio područja naselja 
Ribnjak, grad Našice. U 1931. sadrži podatak za bivše naselje Breznica Klokočevačka.

## Šport
- NK Slavonija Klokočevci (2. ŽNL Osječko-baranjska, 2018./19.) NS Našice.

## Ostalo
- Dobrovoljno vatrogasno društvo Klokočevci.
- Udruga "Hrvatska žena" Klokočevci

## Vanjske poveznice
- http://www.djurdjenovac.hr/